# Сірчано-водневе джерело (Волочиський район)
Сірча́но-водне́ве джерело́ — гідрологічна пам'ятка природи місцевого значення в Україні. Розташоване в межах Волочиського району, Хмельницької області, на південно-східній околиці села Сарнів. 
Площа 0,5 га. Статус надано згідно з рішенням облвиконкому від 18.10.1982 року № 306. Перебуває у віданні Сарнівської сільської ради. 
Статус надано з метою збереження сірководневого джерела, що поблизу озера в долині лівої притоки річки Бовванець, за 1 км від автодороги Сатанів — Теофіполь. Сірководнева вода має ступень мінералізації 25,5 мг/л. Води джерела також містять азот, метан і вуглекислий газ. Джерело облаштоване для набирання води та купання, над ним зведено капличку і впорядковано прилеглу територію.